# Xã Forward, Quận Allegheny, Pennsylvania
Xã Forward (tiếng Anh: Forward Township) là một xã thuộc quận Allegheny, tiểu bang Pennsylvania, Hoa Kỳ. Năm 2010, dân số của xã này là 3.376 người.